# Вест-Брендівайн Тауншип (округ Честер, Пенсільванія)
Вест-Брендівайн Тауншип (англ. West Brandywine Township) — селище (англ. township) в США, в окрузі Честер штату Пенсільванія. Населення — 7331 особа (2020).

## Демографія
Згідно з переписом 2010 року, у селищі мешкали 7394 особи в 2847 домогосподарствах у складі 2039 родин. Було 2980 помешкань
Расовий склад населення:
| - 93,8 % — білих - 3,5 % — чорних або афроамериканців - 0,9 % — азіатів - 0,1 % — корінних американців |

До двох чи більше рас належало 1,0 %. Частка іспаномовних становила 2,6 % від усіх жителів.
За віковим діапазоном населення розподілялося таким чином: 22,0 % — особи молодші 18 років, 60,9 % — особи у віці 18—64 років, 17,1 % — особи у віці 65 років та старші. Медіана віку мешканця становила 45,5 року. На 100 осіб жіночої статі у селищі припадало 94,4 чоловіків;  на 100 жінок у віці від 18 років та старших — 92,0 чоловіків також старших 18 років.
Середній дохід на одне домашнє господарство  становив 95 077 доларів США (медіана — 74 847), а середній дохід на одну сім'ю — 105 085 доларів (медіана — 85 313). Медіана доходів становила 54 747 доларів для чоловіків та 47 788 доларів для жінок. За межею бідності перебувало 9,1 % осіб, у тому числі 14,7 % дітей у віці до 18 років та 4,0 % осіб у віці 65 років та старших.
Цивільне працевлаштоване населення становило 3622 особи. Основні галузі зайнятості: освіта, охорона здоров'я та соціальна допомога — 23,9 %, науковці, спеціалісти, менеджери — 12,7 %, роздрібна торгівля — 12,5 %.